# 妙宣寺 (佐渡市)

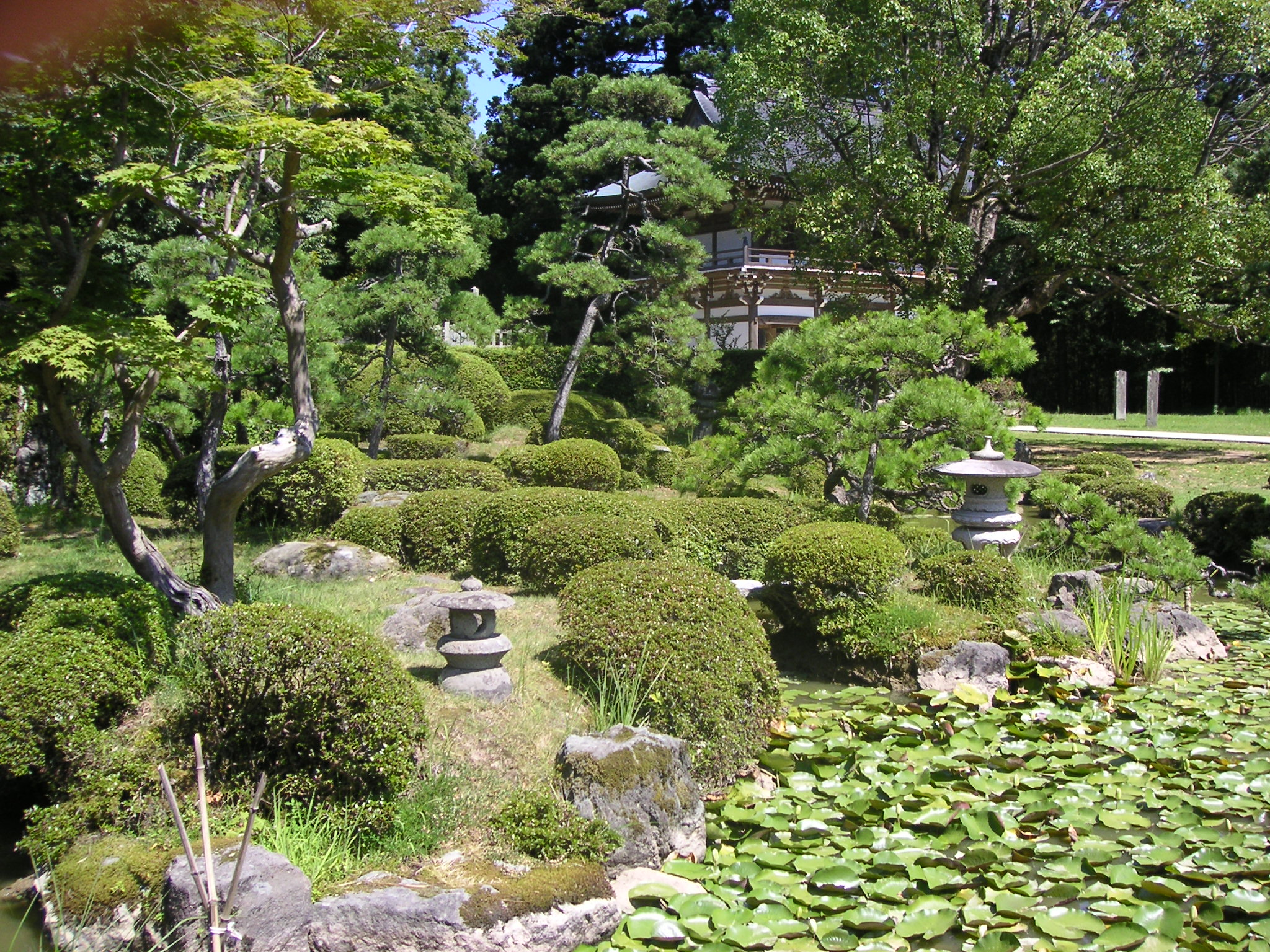
妙宣寺庭園

妙宣寺（みょうせんじ）は、新潟県佐渡市阿仏坊にある日蓮宗の寺院。日蓮の弟子阿仏房日得が自宅を寺として開基した日蓮宗佐渡三本山のひとつ。山号は蓮華王山。本尊は釈迦如来。

## 歴史
- 言い伝えによれば、1221年（承久3年）の開創と伝えられる。
- 1326年（嘉暦元年）、竹田に移転。
- 1589年（天正17年）、現在地（雑太城跡）に移転。
- 寛文年間に身延、池上、中山の輪番管理となる。
- 1878年（明治11年）、輪番管理から独立する。
- 現住は47世関日道貫首（佐渡市円静寺より晋山）。通師法縁。

## 文化財

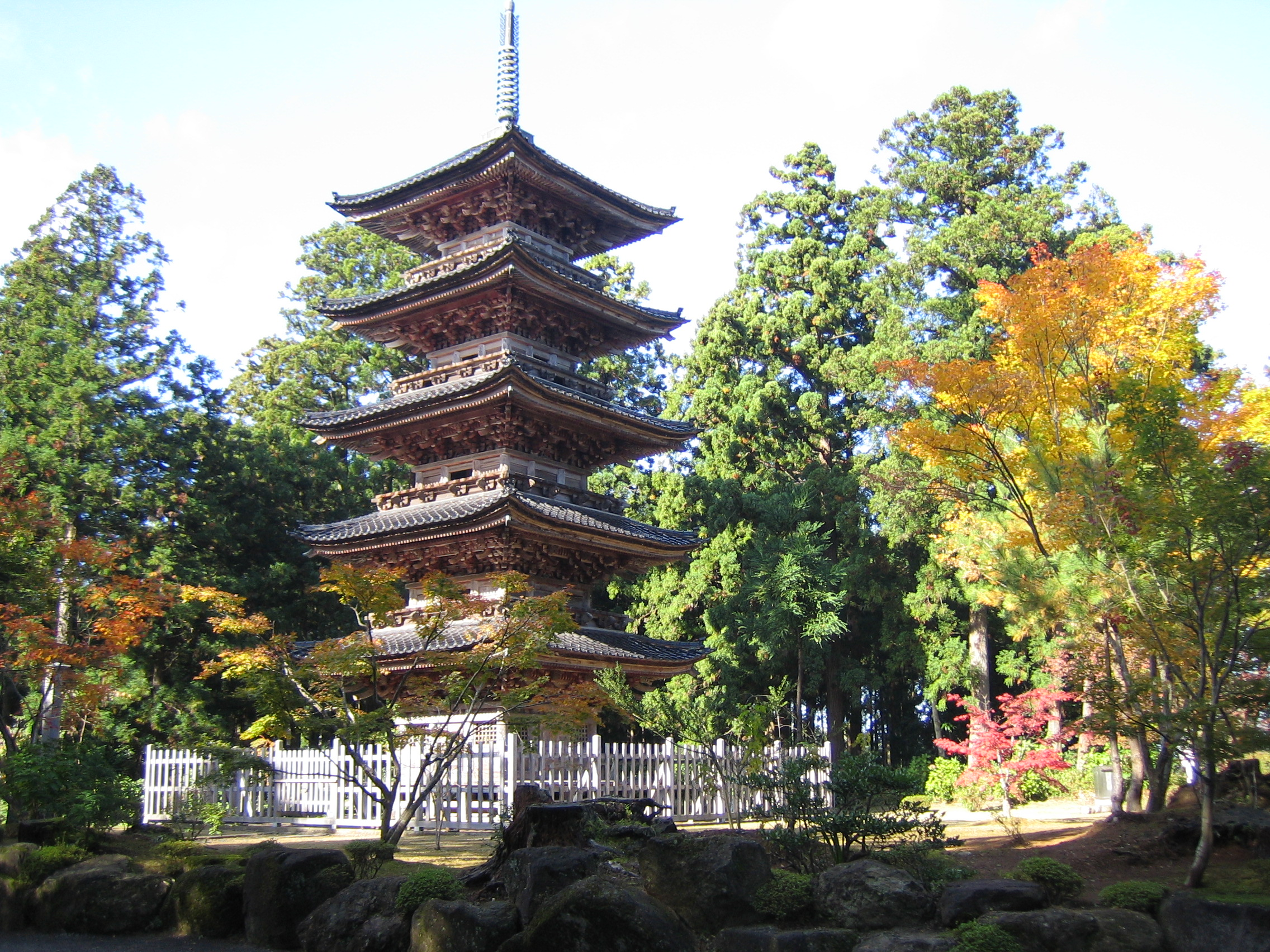
五重塔

### 重要文化財（国指定）
- 五重塔[1] - 新潟県内に現存する唯一の五重塔で[2]、江戸時代に相川の宮大工茂三右ェ門親子が二代に渡り建立したといわれ、日光東照宮の五重塔を模したとされる。文政10年（1827年）の建塔で、頂上の相輪に鋳工大坂住長谷川久左衛門元文5年（1740年）とあることから、およそ90年かけて建立されたことがわかる。また各層の高欄や浅唐戸がなく資金難のため未完成である。
- 日蓮聖人筆書状[3] 3巻
- 細字法華経（一部）1巻 日野資朝筆、元徳二年（1330年）奥書

### その他

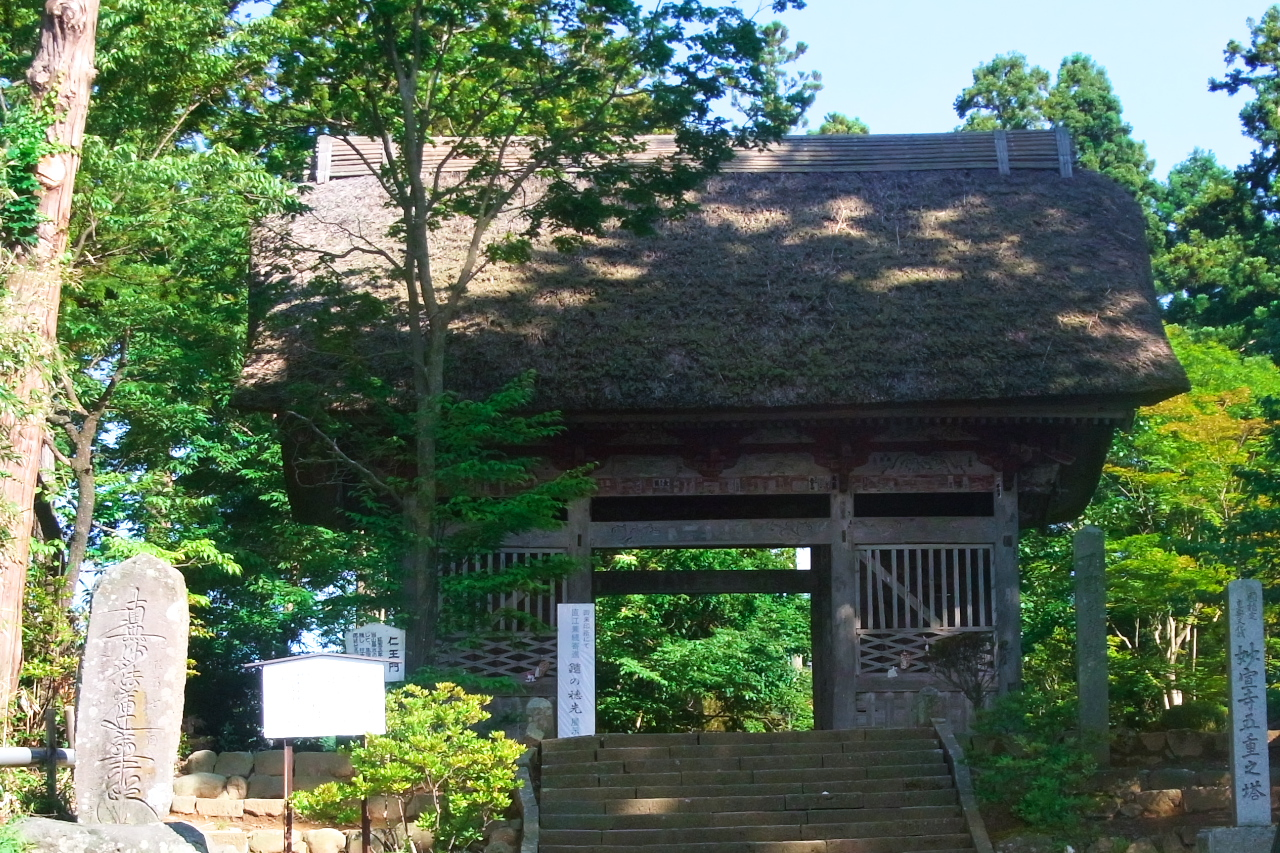
妙宣寺山門

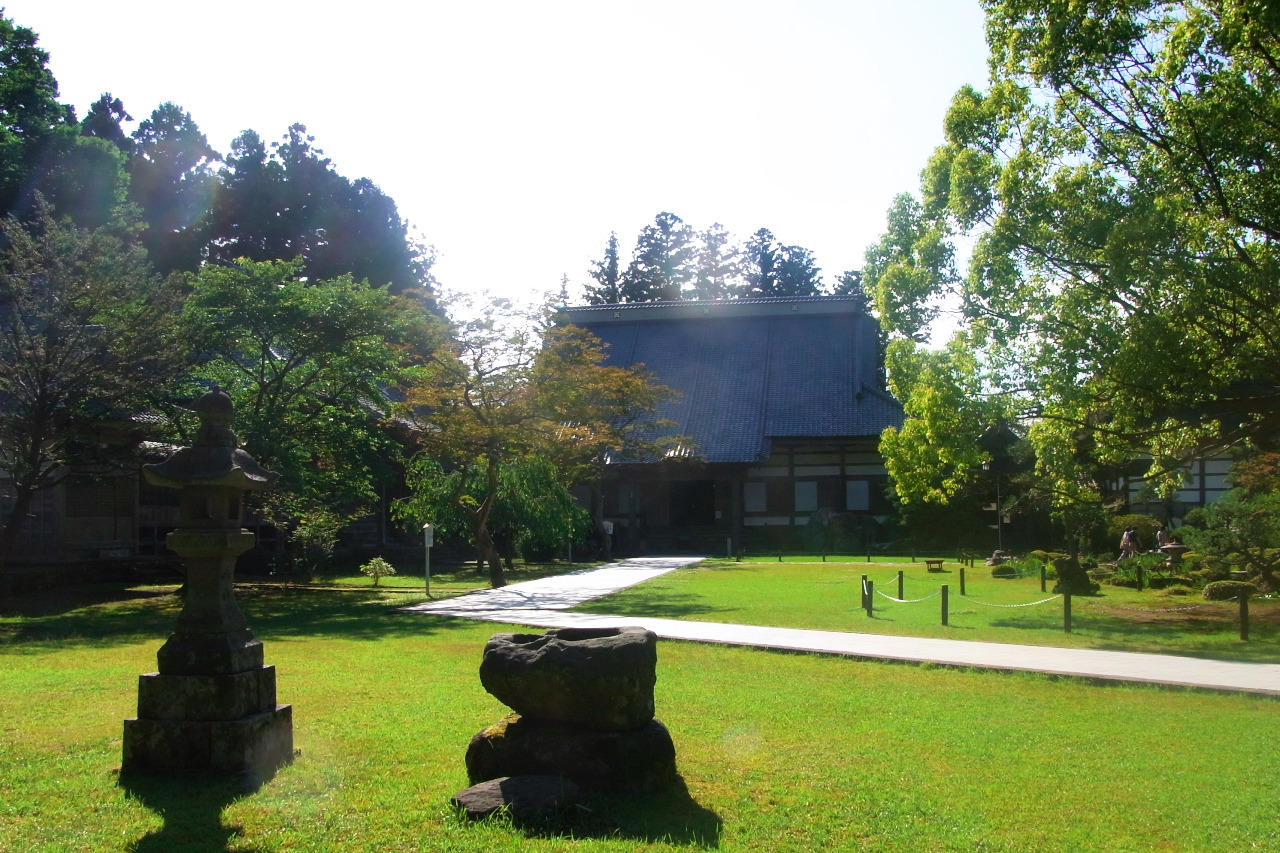
妙宣寺本堂

本堂
1863年（文久3年）
祖師堂
1880年（明治13年）
仁王門
1677年（延宝5年）
庫裡
1862年（文久2年）
祖師像
1274年（文永11年）

## 旧末寺
日蓮宗は1941年（昭和16年）に本末を解体したため、現在では、旧本山、旧末寺と呼びならわしている。
- 一乗山妙法寺（山形県西置賜郡小国町増岡）
- 長照山久福寺（福島県会津若松市馬場本町）
- 長慶山妙満寺（佐渡市目黒町）
- 目要山法宣寺（佐渡市目黒町）
- 佛住山圓静寺（佐渡市真野新町）
- 法華山妙光寺（佐渡市千種丙）
- 光得山圓行寺（佐渡市相川五郎左衛門町）

## その他
- 日蓮宗の五重塔として妙成寺、池上本門寺、法華経寺（以上重要文化財）、龍口寺（明治時代）、久遠寺（近年再興）、北山本門寺などがある。
- 佐渡島にある日蓮ゆかりの寺として妙照寺、根本寺などがある。

## 交通アクセス
国中平野の南縁に立地する。最寄りの路線バスは通常便はやや離れたところを走るが、土休日（冬季を除く）の昼間の便は近くを通る経路で運行される。
公共交通
- 新潟交通佐渡 南線「妙宣寺」バス停（県道190号沿い）より徒歩約3分　※期間限定・土休日のみ
- 新潟交通佐渡 南線「竹田橋」バス停（県道65号沿い）より徒歩約20分

## 周辺
- 世尊寺
- 佐渡国分寺跡（国の史跡）
- 下国府遺跡（国の史跡）
- 真野御陵

## 関連資料
- 児玉信雄『佐渡の五重塔』刀水書房
- 日蓮宗寺院大鑑編集委員会『宗祖第七百遠忌記念出版 日蓮宗寺院大鑑』大本山池上本門寺
- 中尾尭、寺尾英智監修『図説 日蓮聖人と法華の至宝』同朋舎メディアプラン